# كراكن ماري

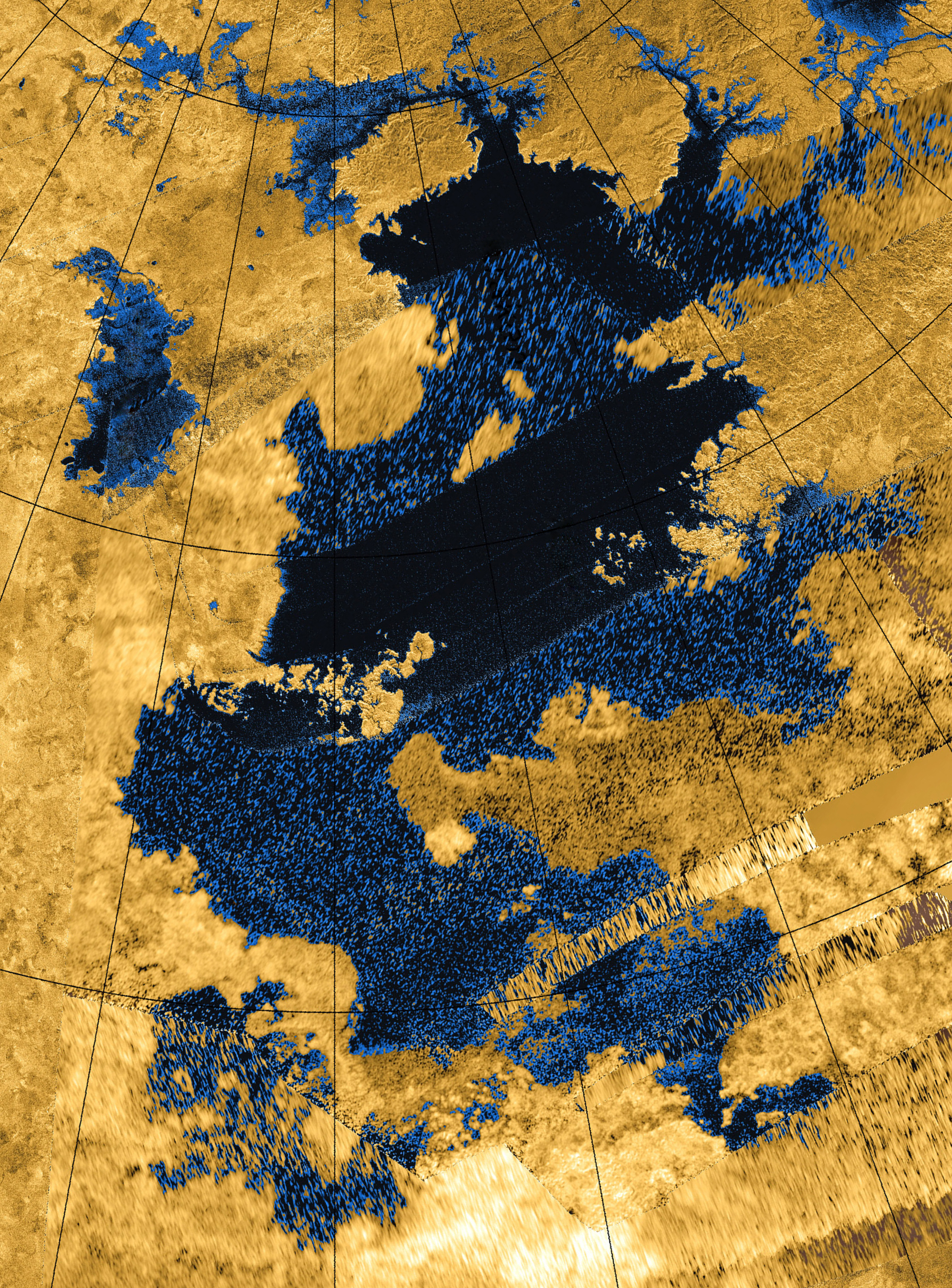
صورة فسيفساء ألوان زائفة من رادار الفتحة التركيبية تُظهر كراكن ماري بالكامل، الجزيرة الكبيرة مايدا إنسولا في الوسط-القمة جهة اليسار، چينجپو لاكوس في أعلى اليسار، وجزء من لايجيا ماري يظهر في القمة-اليمين.

كراكن ماري (باللاتينية: Kraken Mare) هو أكبر جسم سائل معروف على سطح قمر زحل تيتان. تم اكتشافه بواسطة المسبار الفضائي كاسيني، تمت تسميته على اسم الوحش البحري الأسطوري كراكن في 2008.

## معرض صور

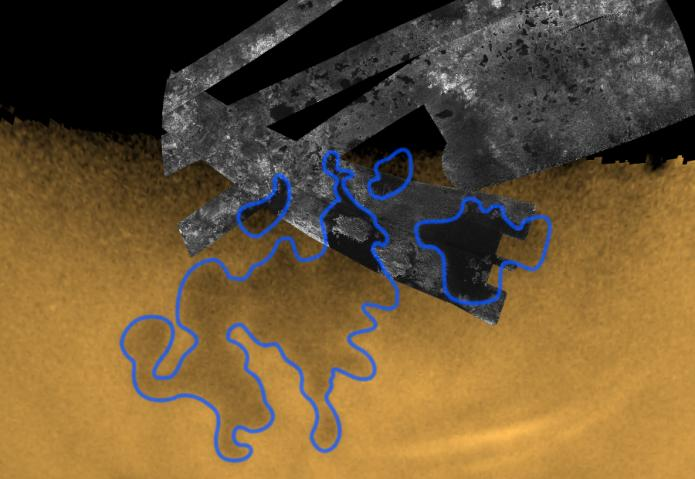
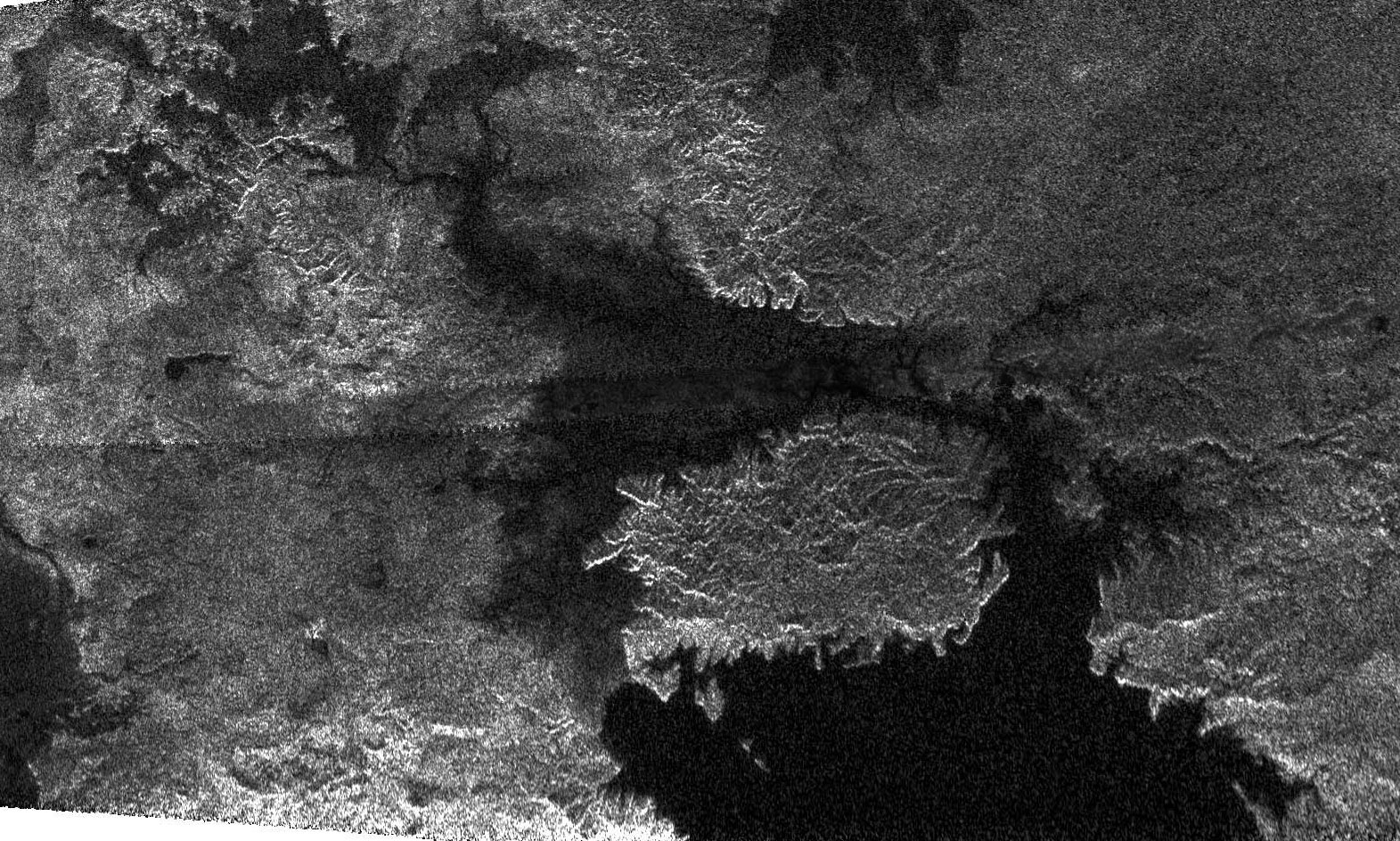
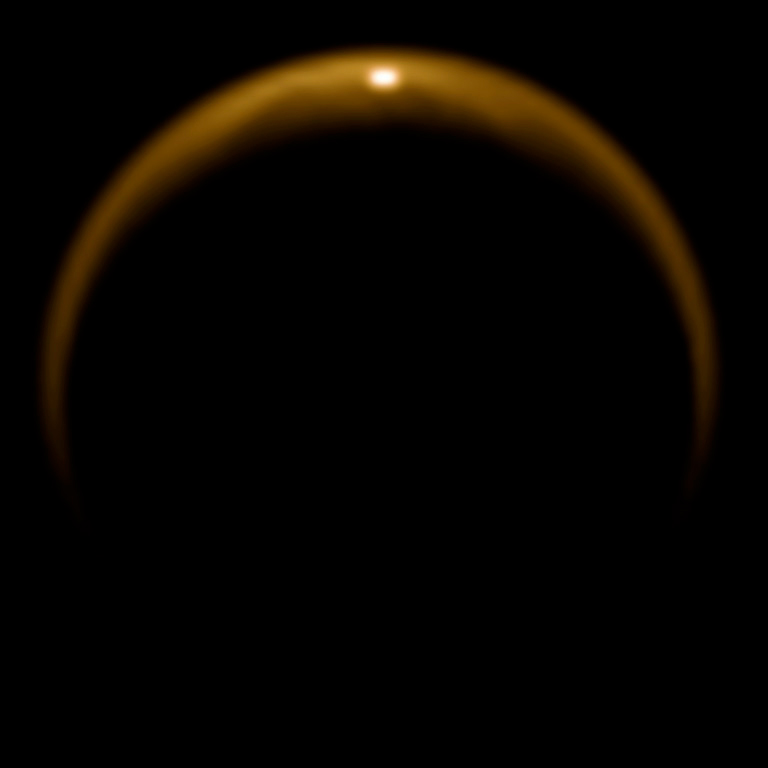
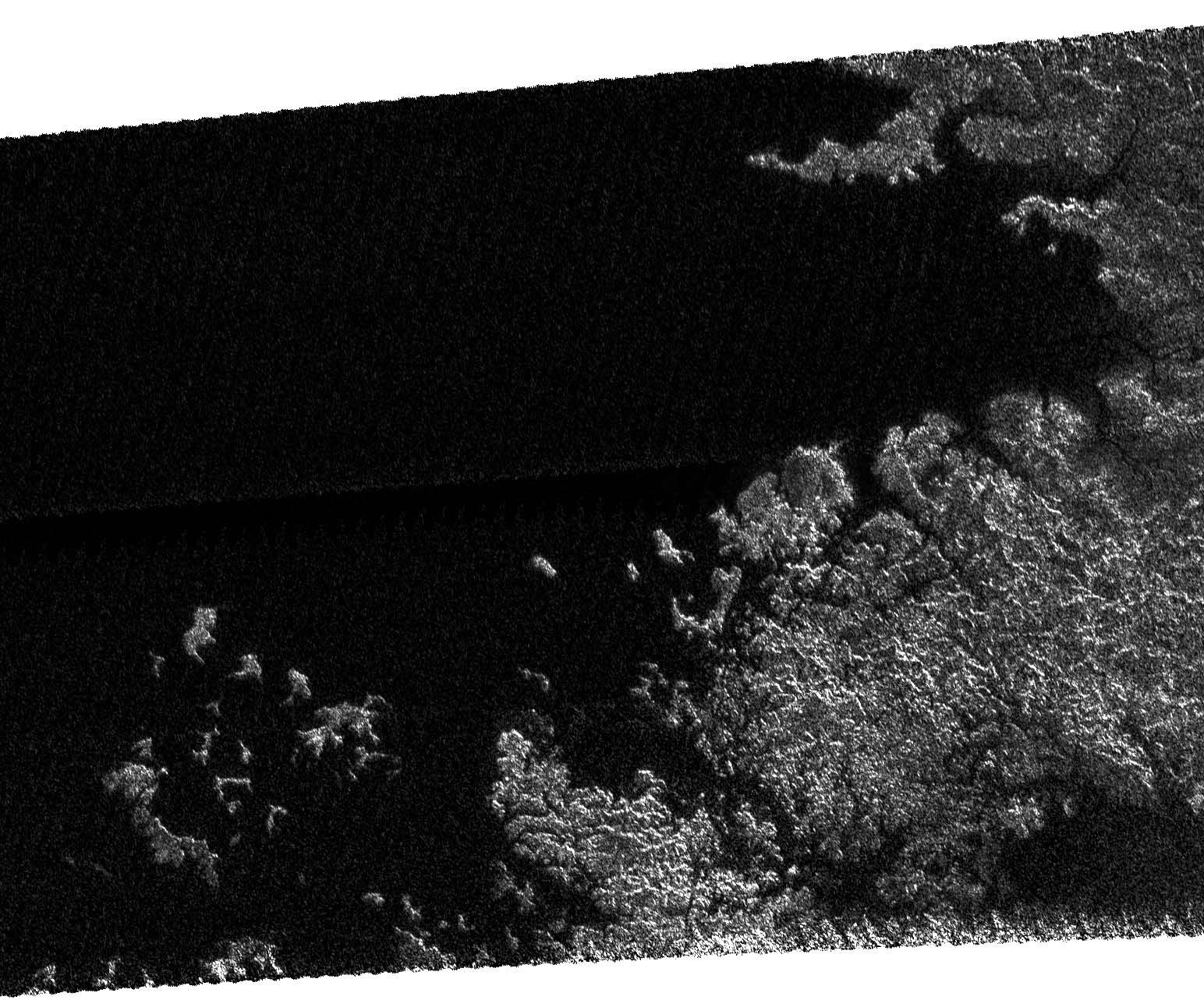